# Synagoge (Bunzlau)
Koordinaten: 51° 15′ 40″ N, 15° 33′ 56,2″ O

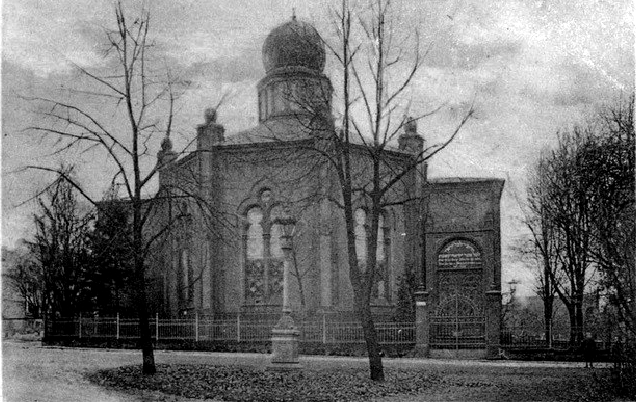
Synagoge in Bunzlau im Jahre 1907

Die Synagoge in Bunzlau (polnisch Bolesławiec), einer heute polnischen Stadt in der Woiwodschaft Niederschlesien, zur Zeit ihres Bestehens in der preußischen Provinz Schlesien, wurde von 1876 bis 1878 errichtet. Die Synagoge befand sich an der Teichpromenade, heute Kubik-Straße. 
Der Synagogenneubau im orientalisierenden Stil, aus roten Ziegelsteinen und mit einer Kuppel versehen, löste eine um 1825 in einem Privathaus eingerichtete Betstube ab. 
Während der Novemberpogrome 1938 wurde das Synagogengebäude in Brand gesetzt. Auf dem Synagogengrundstück befindet sich heute eine Grünfläche.
Im Jahr 2005 wurde das Grundstück, auf dem die Synagoge stand, nach einem mehrjährigen Verfahren an die Jüdische Gemeinde in Wrocław zurückgegeben, die dem Verband der Jüdischen Glaubensgemeinden in der Republik Polen angehört.